# 맨슬섬

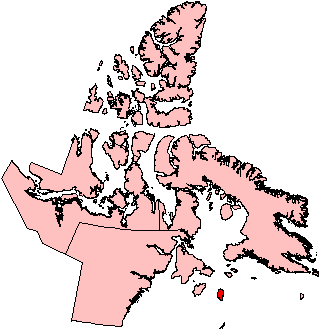

맨슬섬(영어: Mansel Island, 이누크티투트어: Pujjunaq)은 허드슨만 북부의 무인도이다. 북극 제도의 하나이며 누나부트 준주 키키크타알루크 지역에 속한다. 면적은 3,180km2이며 최고 고도는 100m를 넘지 않는다. 이름은 1613년 섬을 발견한 토머스 버튼(Thomas Button) 경이 해군 중장 로버트 맨셀(Robert Mansell) 경에게서 따서 붙였다.